# Günter Marchel
Günter Marchel (* 12. Februar 1963 in Unterpremstätten) ist ein zeitgenössischer österreichischer Maler, der zwischenzeitlich sein Schaffen beendete und nunmehr als Manager tätig ist.

## Leben
Günter Marchel erlernte nach dem Abschluss von Volks- und Hauptschule den Beruf des Tischlers, den er mit dem Lehrabschluss beendete. Von 1982 bis 1986 holte er beim Österreichischen Bundesheer die Mittelschule nach und begann die Ausbildung zum Militärpiloten. Ab 1987 beschäftigte er sich intensiv mit Malerei. 1987 wurde Marchel in die Akademie der bildenden Künste, Meisterschule  Markus Prachensky, 1990 in das Wiener Künstlerhaus aufgenommen. Seine künstlerische Ausbildung schloss er 1991 mit dem Diplom für Malerei ab (Mag. art.). Heute ist Marchel als Manager im International Process Management tätig.

## Werk
Günter Marchel war bis 2005/2006 freischaffend tätig. Einzelausstellungen fanden in Wien, Knittelfeld und Graz statt. Seine Bilder zeigen gänzlich abstrakte Kompositionen, hinter denen sich in der Regel realistische Darstellungen befinden. Schon während seiner Studienzeit beschäftigte sich Marchel ausschließlich mit dem menschlichen Akt, fertigte Aktzeichnungen nach Modellen, übertrug sie auf Leinwand und überdeckte sie schließlich im Malprozess. Da er dem Betrachter die Freiheit gewährt, die Bilder unbeeinflusst anzusehen, bekommt die Öffentlichkeit die Vorlagen nie zu Gesicht. „Der menschliche Körper ist von der Harmonie her der Natur am nächsten und auf seine Weise immer vollkommen“, begründet Günter Marchel diese Wahl seiner Motive.
Eine Arbeit von Günter Marchel wurde auch für das Cover des Albums „Full Circle“ des österreichischen Jazz-Saxophonisten Harry Sokal verwendet.

## Preise und Auszeichnungen
Marchel erhielt für sein Werk 1989 die Goldene Fügermedaille, 1990 den Meisterschulpreis der Meisterschule Prachensky sowie 1991 den Würdigungspreis des Bundesministers für Wissenschaft und Forschung.